# Ștefan Chițac
Ștefan Florovici Chițac (rusă Стефан Флорович Кицак n. 28 decembrie 1933, Ostrița, România – d. 7 august 2011, Tiraspol, Republica Moldova) a fost un general sovietic, om de stat și lider militar din Transnistria. 

## Biografie
Chițac s-a născut în satul Ostrița din județul Cernăuți (azi în Ucraina), într-o familie de origine română. A absolvit școala pedagogică din cadrul Universității din Cernăuți, ajungând profesor de matematică la o școală din regiunea Transcarpatia.
În 1952 a fost chemat la serviciul militar activ, fiind trimis să studieze la școala militară din Vinița. În 1965 a absolvit Facultatea de Economie și Geografie din cadrul Universității din Moscova, iar în 1966 și-a finalizat studiile la Academia Militară Mihail Frunze. 
Între 1954 și 1963 a fost comandant de pluton, iar între 1966 și 1971 a fost comandant de regiment în Budapesta și Szeged. A participat și la Invazia  Cehoslovaciei, fiind ulterior repartizat în Tașkent. Între 1980 și 1989 a luptat în războiul din Afghanistan. Între 1989-1990 a fost adjunctul șefului de stat major al Armatei a 14-a. În mai 1990 s-a pensionat. Ulterior, a redevenit activ, având un rol important în Războiul din Transnistria, luptând, în ciuda originii sale românești, de partea separatiștilor. Din 30 septembrie 1991 până în septembrie 1992 a fost Ministru al Apărării al Transnistriei. Ulterior, a fost inspector-șef al Forțelor armate transnistrene. Pe data de 19 decembrie 2003 i-a fost acordat gradul de general-locotenent. A fost de asemenea și consilier al "președintelui transnitrean" Igor Smirnov.
A decedat pe 7 august 2011 la Tiraspol.